# 阿扎拉堡
阿扎拉堡（義大利語：Castell'Azzara），是意大利托斯卡纳大区格罗塞托省的一个市镇。总面积64.72平方公里，人口1640人，人口密度25.3人/平方公里（2009年）。ISTAT代码为053005。